# Chính trị Đông Timor
Chính trị Đông Timor (Timor-Leste) hoạt động trong khuôn khổ của một nước cộng hòa bán tổng thống, theo đó Thủ tướng Đông Timor điều hành Chính phủ còn Tổng thống thực thi các chức trách của lãnh đạo nhà nước. Timor Leste là một quốc gia đa đảng. Quyền hành pháp thuộc về tổng thống và chính phủ. Quyền lập pháp do cả Quốc hội và Chính phủ đảm nhiệm. Các hoạt động Tư pháp độc lập với lập pháp và Hành pháp. Hiến pháp Timor Leste được tu sửa từ Hiến pháp Bồ Đào Nha, mặc dù Tổng thống được trao ít quyền hơn so với Bồ Đào Nha. Đất nước vẫn đang trong quá trình xây dựng hệ thống hành chính và cơ quan chính phủ.

## Các đảng chính trị và các cuộc bầu cử

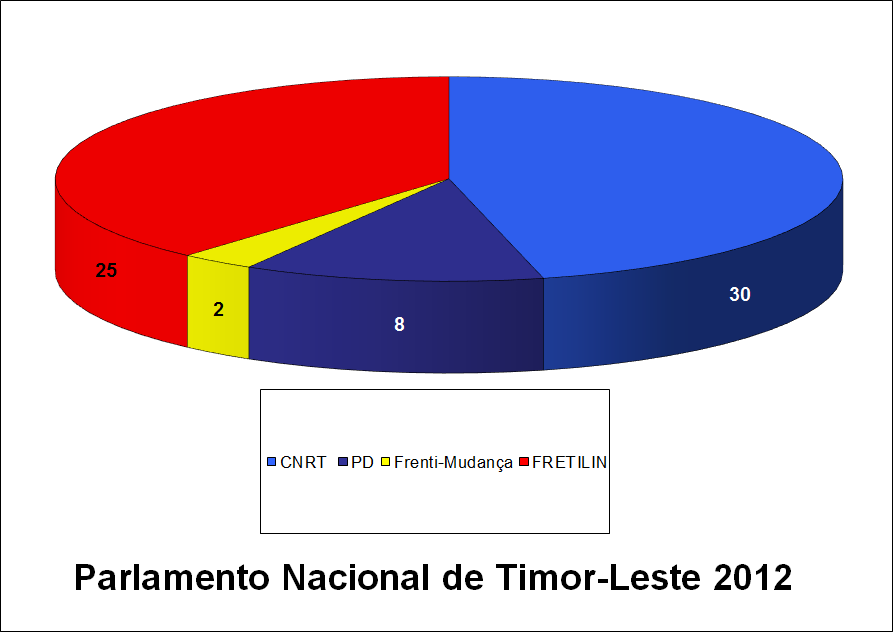
Các Đảng phái và Liên minh trong Quốc hội Timor Leste năm 2012

## Hành pháp

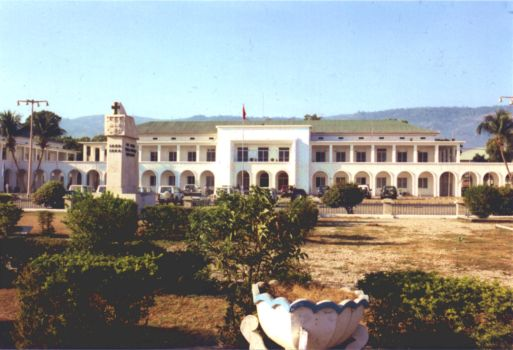
Văn phòng Chính phủ ở Dili

Lãnh đạo nhà nước của Cộng hòa Timor Leste là Tổng thống, được bầu trực tiếp thông qua bỏ phiếu phổ thông với nhiệm kỳ 5 năm,có quyền hành pháp bị phần nào hạn chế bởi hiến pháp, mặc dù Tổng thống có quyền phủ quyết các dự luật cho dù nó đã được Quốc hội thông qua. Sau bầu cử, Tổng thống sẽ bổ nhiệm Thủ tướng, thường là Lảnh đạo của Đảng hoặc Liên minh chiếm đa số ghế trong Quốc hội.
| Những viên chức chủ chốt | Những viên chức chủ chốt | Những viên chức chủ chốt                     | Những viên chức chủ chốt |
| Chức vụ                  | Tên                      | Đảng                                         | Từ                       |
| ------------------------ | ------------------------ | -------------------------------------------- | ------------------------ |
| Tổng thống               | Francisco Guterres       | Mặt trận Cách mạng vì một Đông Timor độc lập | 20/5/2017                |
| Thủ tướng                | Taur Matan Ruak          | Đảng Giải phóng Nhân dân                     | 22/5/2018                |

## Lập pháp

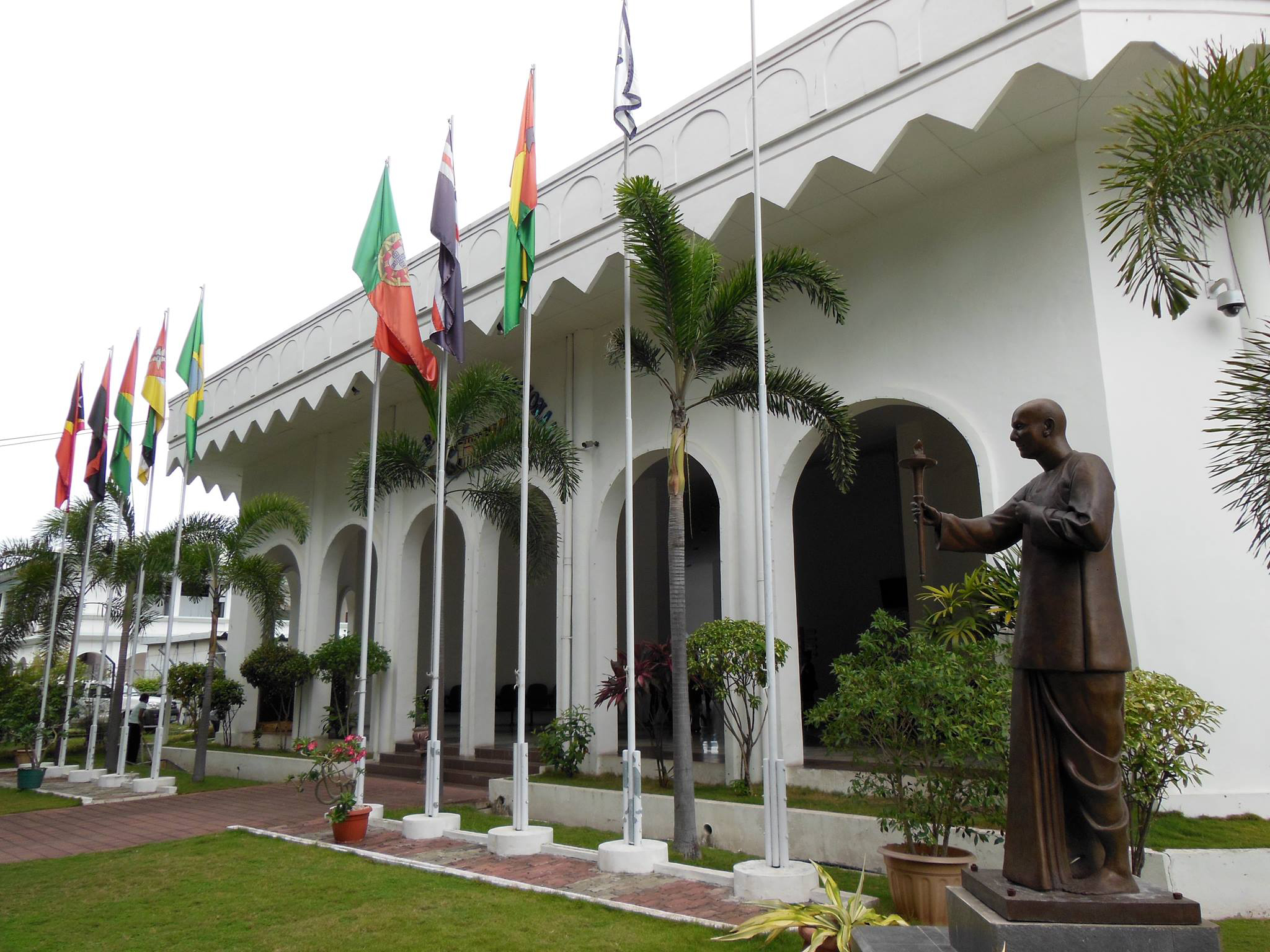
Trụ sở Quốc hội Timor Leste

Nghị viện Quốc gia đơn viện có 65 nghị viên được bầu lên với nhiệm kỳ 5 năm. Số ghế có thể thay đổi từ mức tối thiểu 52 đến mức tối đa 65 ghế, mặc dù có trường hợp ngoại lệ là 88 thành viên như nhiệm kỳ đầu tiên. Nhiệm kỳ đầu tiên của Quốc hội ké dài 6 năm, từ 2001 đến 2007.
Hiến pháp Timor Leste được sử đổi theo Hiến pháp Bồ Đào Nha. Đất nước vẫn đang trong quá trình xây dựng hệ thống hành chính và cơ quan chính phủ.

## Tư Pháp
Tòa án Tư pháp tối cao có một Chán án do Quốc hội bổ nhiệm và còn lại do Hội đồng Tư pháp Cao cấp bổ nhiệm.

## Phân chia Hành chính

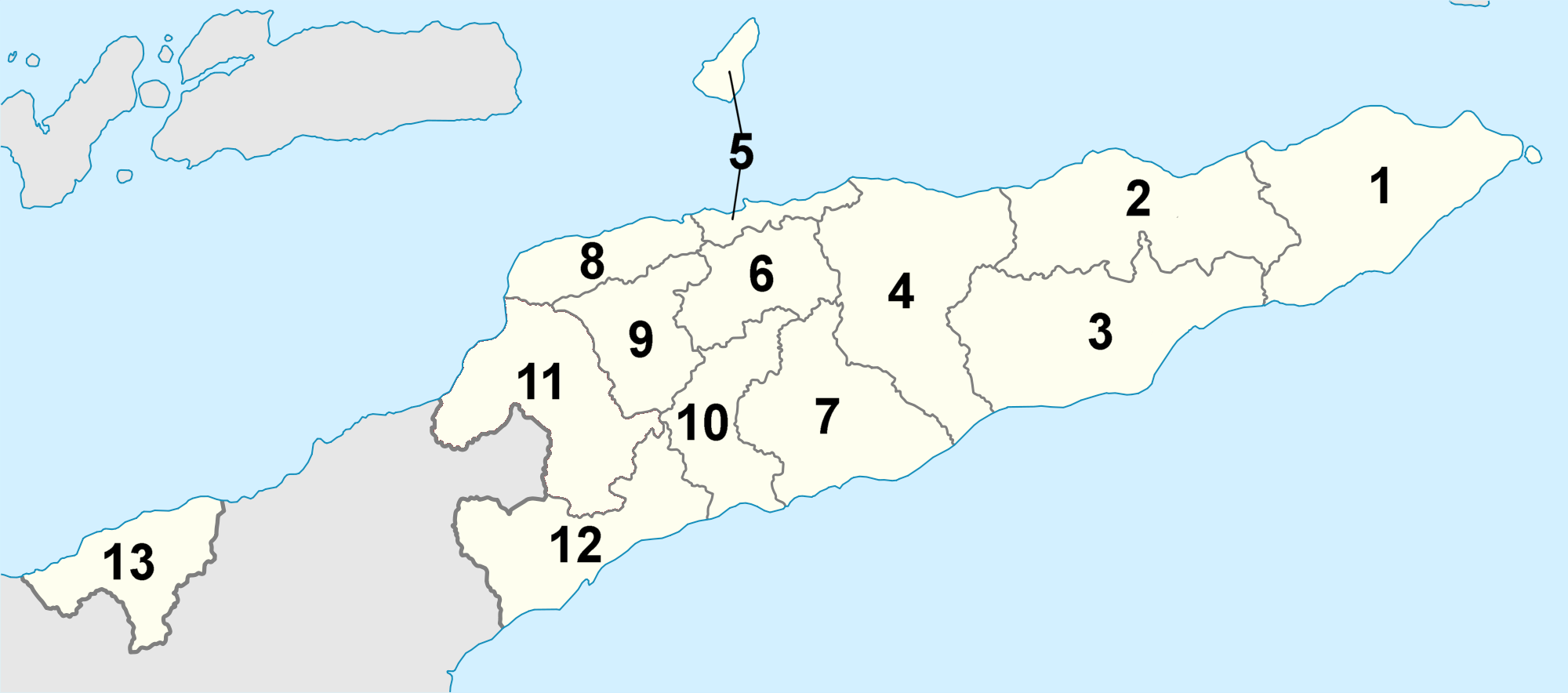
Bản đồ các Quận của Timor Leste.

Timor được chia thành 13 Quận chính:
| 1. Lautém 2. Baucau 3. Viqueque 4. Manatuto 5. Dili |  | 6. Aileu 7. Manufahi 8. Liquiçá 9. Ermera |  | 10. Ainaro 11. Bobonaro 12. Cova Lima 13. Oecusse |

Các khu vực được chia thành 65 khu vực nhỏ, 443 sucos và 2.336 thị trấn, làng và thôn. PDF (213 KiB) 